# Pomník obětem 1. a 2. světové války (Karlovy Vary)
Pomník obětem 1. a 2. světové války – znám též pod názvem obětem dvou válek či jen krátce obětem válek, plastika autorem zvaná Pieta – v Karlových Varech se nachází na prostranství u hotelu Thermal. Pomník byl odhalen v roce 2000, autor díla je akademický sochař Jan Kotek.

## Historie
Pieta vznikla v roce 1998 v rukou sochaře Jana Kotka, instalována a slavnostně odhalena byla 8. května 2000.

## Popis

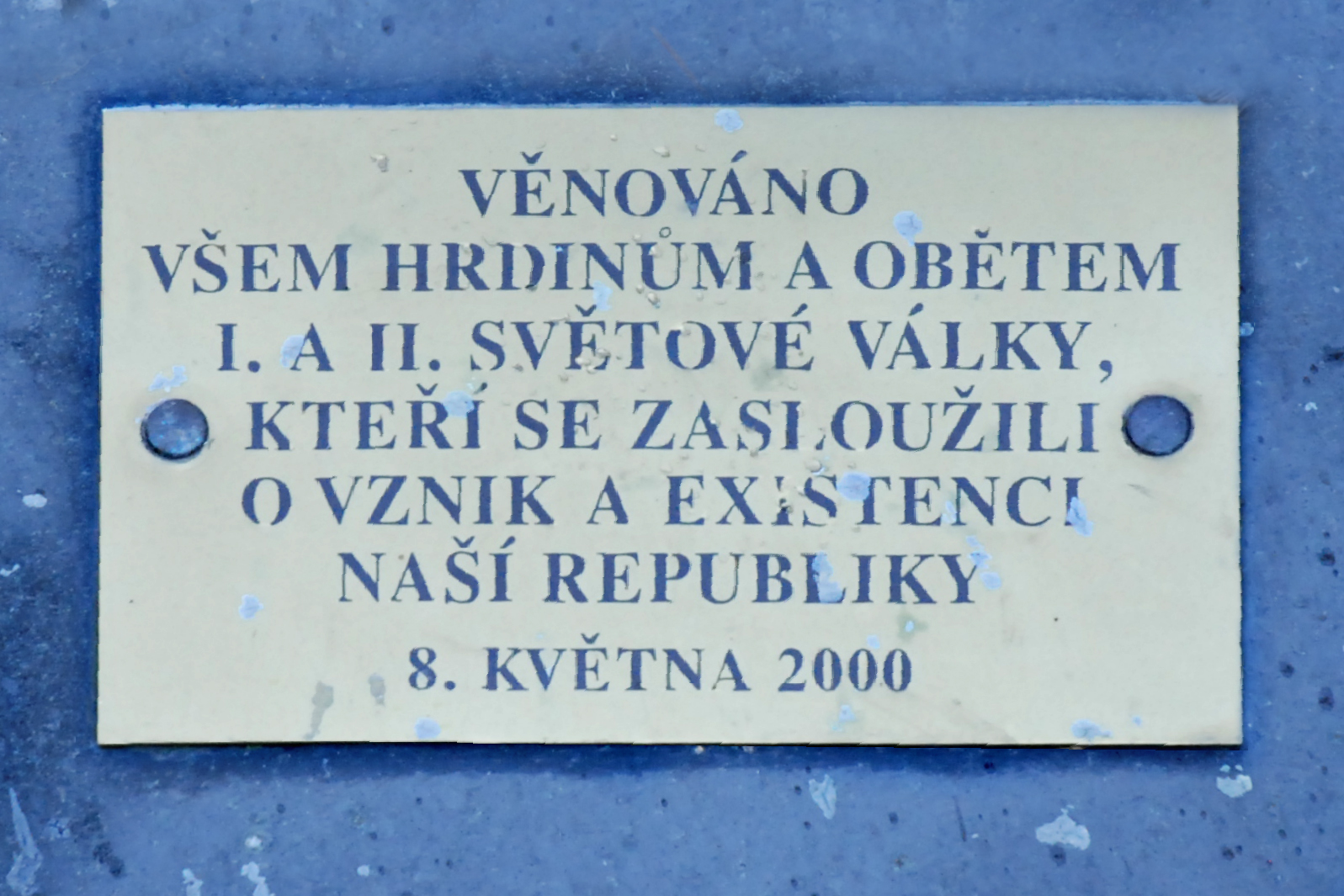
Pamětní nápis pod plastikou

Figurální plastika stojí na adrese ulice I. P. Pavlova na nábřeží řeky Teplé v prostranství u hotelu Thermal. Byla zhotovena z bronzu a umístěna je na mírně zkoseném kamenném podstavci. Jejím autorem je karlovarský rodák akad. sochař Jan Kotek. Pomník byl opatřen pamětní deskou s nápisem.